# Torkel Petersson

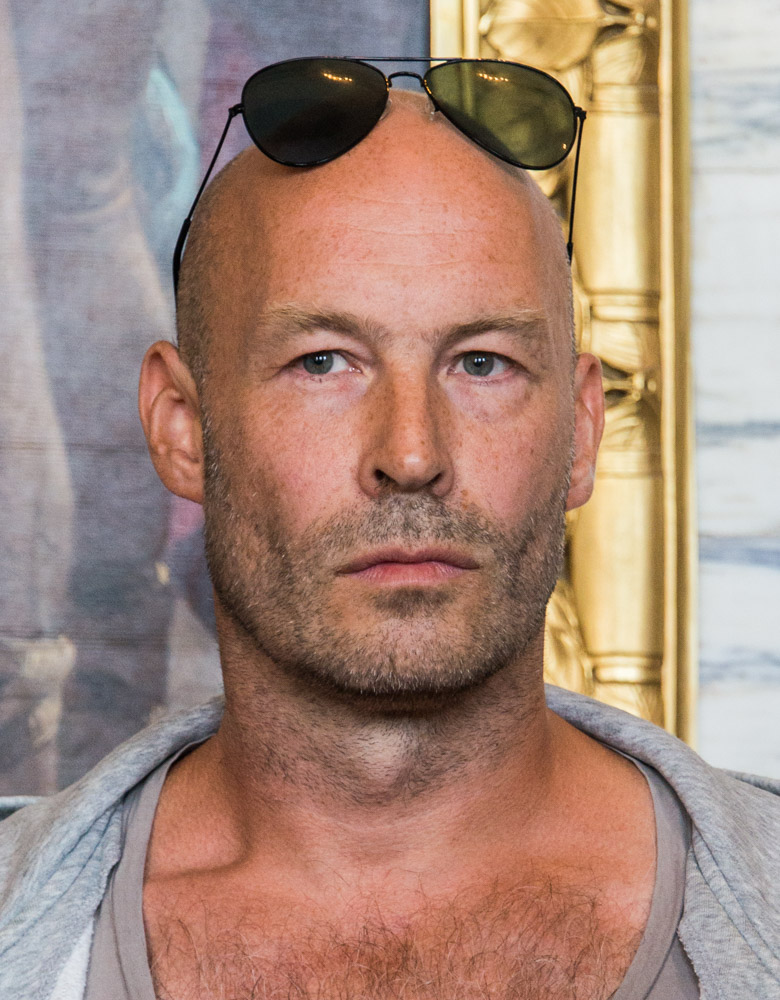
Torkel Petersson (2015)

Torkel Petersson (* 19. August 1969 in Lund) ist ein schwedischer Schauspieler und Drehbuchautor. 
Bekannt wurde er vor allem durch seine Rollen in Josef Fares’ Kops und Jalla! Jalla! Wer zu spät kommt …. 2002 war er in Old Men in New Cars – In China essen sie Hunde 2 zu sehen. Auf der Berlinale 2003 wurde er mit dem europäischen Filmpreis Shooting Star ausgezeichnet. Als Bester Nebendarsteller wurde er 2009 für seine Rolle in Patrik 1,5 mit einer Nominierung für den schwedischen Filmpreis Guldbagge bedacht.

## Filmografie (Auswahl)
- 2000: Jalla! Jalla! Wer zu spät kommt … (Jalla! Jalla!)
- 2000: Sjätte dagen (Fernsehserie, 9 Folgen)
- 2002: Old Men in New Cars – In China essen sie Hunde 2 (Gamle mænd i nye biler)
- 2003: Kops (Kopps)
- 2008: Patrik 1,5
- 2010: Farsan
- 2014: Blutsbande (Fernsehserie, 10 Folgen)
- seit 2014: Torpederna (Fernsehserie)
- 2015:  Master Plan – Der perfekte Coup (Jönssonligan – Den perfekta stöten)
- 2018: Halvdan, der Wikinger (Halvdan Viking)
- 2021: Der unwahrscheinliche Mörder (Den osannolika mördaren, Fernsehserie)